# 김용서
김용서(金容西, 1941년 1월 17일 ~ )는 대한민국의 정치인이자 기초단체장이었다. 경기도 수원시에서 출생하였다. 새누리당 소속.

## 약력
- 1941년 1월 17일 경기도 수원시 출생
- 세류초등학교 졸업
- 수원중학교 졸업
- 수원고등학교 졸업
- 경기대학교 청소년과 졸업
- 한국방송통신대학교 행정학 중퇴
- 아주대학교 공공정책대학원 일반행정학 휴학
- 미국 샤스타신학대학 명예인문학박사 학위 수여

## 경력
- 1991.04 ~ 2002.06 경기도 수원시의회 4/5/6대 의원(6대 수원시의회 의장)
- 2002년 7월~2010년 6월:24~25대 경기 수원시장(2선, 한나라당)
- 경기도 시/군의회 의장 협의회장(전)
- 경기도 교육대학설립 추진위원회 상임이사(현)
- 수원시 문화원 이사(전)
- 수원시 권선구 위민봉사위원회 회상(전)
- 수원시 장애인연합회 수석고문(현)
- 민주평화통일 자문회의 협의회 자문위원(전)
- (재)경기도 2002년 월드컵 수원경기 추진위원회 이사(전)
- 수원지방법원 가사조정위원(현)
- 수원시 배드민턴 협회 고문(현)
- 수원시 체육회 가맹단체 회장(전)
- 국민생활체육 수원시 축구연합회장(전)
- 수원시 축구협회장(전)
- 수원중/고등학교 총동문회 명예회장(현)
- 전국 농업기계연합회 협의장(전)
- (경/수)상파울루 FC(유소년축구클럽)단장(전)
- 자치단체 국제환경협의회 집행의원(현)
- 경기 남부권 시장협의회장(현)
- 전국 대도시 시장협의회장(전)

## 수상 경력
- 무임소 장관상 (1973.3)
- 농수산부 장관상 (1974.12)
- 경기도 체육문화상 (1990.10)
- 대한축구협회장 표창 (1990.12)
- 수원시 문화상 (1994.11)
- 제3회 장한한국인상 (2006.12)
- 2007 캄보디아 국가 재건 훈장 금장 (2007.5)
- 2007 대한민국 대표브랜드상 대상 (2007.6)
- 제12회 한국지방자치경영대상 최고경영자상 (2007.7)
- 2007 한국지방자치대상 [교육부문 대상] (2007.10)
- 2007 올해를 빛낸 인물 20인에 선정 (2007.11)
- 2007 장애인복지 10대 인물 선정 (2008.2)
- Happy Korea 2008 행복한 도시 [자치단체장 부분 대상] (2008.3)
- 태안군 유류유출 피해복구 감사패(태안군수) (2008.3)
- 태안군 유류유출 피해복구 감사패 (JCI 재난대책본부장) (2008.3)
- 2008 New Governance Leadership Medal [국제교류] 부문 메달 (2008.3)
- 2008 대한민국 관광문화 서비스 대상 (혁신 역사 문화 대상) (2008.7)
- 한국 글로벌 경영대상 (자치행정분야) (2008.11)
- 2008 기초노령연금 사업평가 보건복지가족부장관상 (2008.11)
- 제13회 KLCI 인증서 수여 (공공자치연구원) (2008.12)
- 2009 캄보디아 사회봉사부문 국왕 훈장 (SAHAK METREY MOHASENA) (2009.6)
- 백범정신실천상 [백범평화상] (2009.6)
- 2009 한국문화관광 서비스 대상 [혁신관광진흥부분] (2009.8)

## 역대 선거 결과
|  | 44.0% |

|  | 56.02% |

|  | 0% |

|  | 41.73% |

|  | 65.33% |

|  | 37.83% |